# Кононов, Владимир Михайлович
Владимир Михайлович Кононов (род. 13 марта 1958, Новосибирск, РСФСР, СССР) — советский и российский политический и общественный деятель, депутат Государственной думы VI, VII и VIII созывов, член фракции «Единая Россия», заместитель председателя комитета Госдумы по науке и высшему образованию. Кандидат философских наук, доктор политических наук.
Из-за вторжения России на Украину, находится под международными санкциями Евросоюза, США, Великобритании и ряда других стран

## Биография
Родился в Новосибирске в семье Михаила Павловича Кононова, прошедшего путь от матроса на военном судне на Тихом океане до заместителя директора завода «Химаппарат» Министерства атомной промышленности, и матери Марии Андреевны, работавшей главным бухгалтером промышленного предприятия.

### Образование
В 1979 году окончил Новосибирский электротехнический институт (сейчас — Новосибирский государственный технический университет), в 1983 году Высшую комсомольскую школу при Центральном комитете ВЛКСМ (сейчас — Московский гуманитарный университет). В 1986—1987 годах учился на очном отделении аспирантуры ВКШ при ЦК ВЛКСМ.
В 1989 году защитил диссертацию кандидата философских наук. В 2016 году стал доктором политических наук, защитив диссертацию на тему «Инновационная политика в системе национальных приоритетов современной России» в МГУ им. М. В. Ломоносова.

### Предпринимательская карьера
Сразу после Новосибирского электротехнического института начал работать специалистом на новосибирском заводе — НПО «Север» (Минатом).
С 1979 года работал в комсомольских организациях различного уровня: являлся секретарем Новосибирского городского комитета ВЛКСМ, с июля 1987 по март 1989 года работал инструктором отдела культуры ЦК ВЛКСМ, с марта 1989 по октябрь 1991 года был заместителем директора Научно-исследовательского центра ВКШ при ЦК ВЛКСМ.
В 1985 году Владимир Кононов с группой энтузиастов создал и возглавил в Новосибирске хозрасчетный «Фонд молодёжных инициатив» (ФМИ). Получив поддержку ЦК ВЛКСМ, «Фонд» стал первой негосударственной структурой в СССР, получившей возможность легально совершать коммерческие сделки..
В 1987 году разработал положение о хозрасчетном молодежном объединении, которое стало правовой базой для комсомольских предпринимательских структур (ФМИ, молодежные кооперативы, центры научно-технического творчества молодежи и др.).
В 1989 году Владимир Кононов выступил основателем и возглавил Ассоциацию внешнеэкономического сотрудничества АСКО, объединившую более ста хозрасчетных объединений в более чем 50 регионах СССР.

#### КОНКОР
В сентябре 1991 года Владимир Кононов с партнерами зарегистрировал в Тверской области строительно-инвестиционную компанию «КОНКОР». Позже компания выросла в многопрофильный холдинг — группу компаний «КОНКОР». Кононов был генеральным директором компании, а также с ноября 1991 по декабрь 2011 года (вплоть до избрания в Госдуму) — председателем совета директоров холдинга.
«Конкор» начинал с торгово-посреднической деятельности. Затем компания занялась малоэтажным строительством в Подмосковье и других регионах России. Компания строила жилье для переселенцев из республик бывшего СССР. .
С 1998 года компания занялась реставрацией архитектурных ансамблей: к 2001 году восстановила городскую усадьбу XIX века в Калязине «Дом Ивана Белюстина», усадьбу Усадьба Знаменское-Раёк в Торжокском районе Тверской области, к 2003 году — бывшее царское посольство в столице Болгарии (ныне там располагается Дом Москвы в Софии) (2003).
В 2002 году в Дмитровском районе Московской области, рядом с городом Яхрома, компания Кононова построила спортивно-развлекательного парка «Яхрома». Строительство было завершено в 2005 году.

#### Трекпор
В 1998 году в рамках партнёры ГК «КОНКОР» основали компанию «Трекпор Технолоджи» по производству высокотехнологичной медицинской техники. Владимир Кононов до декабря 2011 года также являлся председателем совета директоров.
В 1998 году компания начала строительство в Дубне научно-производственного комплекса «АЛЬФА» по созданию аппаратов и фильтров на основе трековой мембраны для проведения процедур плазмафереза. Специально для этого предприятия учёные Объединённого института ядерных исследований в Дубне, где в 1974 году в лаборатории академика Георгия Флёрова придумали трековые мембраны, разработали первый в Европе промышленный ускорительно-облучательный комплекс (циклотрон). В 2002 году аппараты «Гемофеникс» и фильтры «Роса» для плазмафереза вышли на рынок. Аппараты «Гемонефикс» кроме гражданского здравоохранения использовались в полевых госпиталях.
В 2008 году компания Кононова начала сотрудничество с ОАО «Роснано» для создания в Дубне инновационного предприятия — научно-производственного комплекса «БЕТА», оборудованного более мощным ускорителем, который окажется способен изготавливать мембраны второго поколения с диапазоном пор 20-90 нанометров, что позволило бы создавать нанофильтры для каскадной фильтрации плазмы. В июле 2010 года началось строительство нового завода. В 2013 году корпус НПК «Бета» был построен, а в 2015 году был сдан в эксплуатацию мощный циклотрон DC-110, созданный в лаборатории ядерных реакций ОИЯИ. Однако компанию подкосил сперва финансовый кризис 2007—2008 годов с последующим падением спроса на продукцию, а затем девальвация рубля в 2014—2015 годах. Дополнительные инвестиции привлечь не удалось, в 2019 компания проходила процедуру банкротства.
В 2011 году в Дубне между ГК «КОНКОР» и немецким концерном Fresenius было подписано соглашение о создании научно-производственного комплекса «ГАММА» по производству диализаторов и аппаратов «искусственная почка» на основе передовых технологий.

### Политическая карьера
В единый день голосования 4 декабря 2011 года баллотировался от партии «Единая Россия» в депутаты Государственной думы VI созыва в составе федерального списка кандидатов партии «Единая Россия» (восьмое место в региональной группе № 52, Московская область). В Парламенте был членом думской фракции «Единая Россия». Также Владимир Кононов был заместителем председателя (до июля 2012 г.), затем первым заместителем председателя комитета Госдумы по науке и наукоёмким технологиям.
В мае 2016 года Владимир Кононов по итогам предварительного голосования «Единой России» в Щёлковском одномандатном избирательном округе № 127 занял первое место. В результате была включён партией в число кандидатов на выборах в Государственную думу VII созыва, шёл четвёртым в региональной группе № 52 (Московская область). В единый день голосования 18 сентября 2016 года был избран депутатом Госдумы VII созыва. В нижней палате Парламента вошёл в состав партийной фракции, член комитета по образованию и науке.
Владимир Кононов победил в праймериз «Единой России», прошедших в конце мая 2021 года, и был отобран для участия в выборах в Госдуму VIII созыва от Ульяновской области. Был избран 19 сентября 2021 года по Ульяновскому одномандатному избирательному округу № 183 депутатом Государственной думы VIII созыва. Занял первое место с 28,91 % голосов, опередив кандидата от КПРФ Виталия Кузина (24,14 %). В Госдуме VIII созыва Владимир Кононов является заместителем комитета Госдумы РФ по науке и высшему образованию.

## Законотворческая деятельность
С 2011 по 2021 год, в течение исполнения полномочий депутата Государственной Думы VI и VII созывов, выступил соавтором 82 законодательных инициатив и поправок к проектам федеральных законов.
Большая часть законопроектов Владимира Кононова связана с темой науки и образования. В частности, он участвовал в разработке и продвижении ряда проектов, направленных на поддержку осуществления научных исследований и разработок. Например, он представлял в Госдуме проект ФЗ «О Фонде перспективных исследований». Также среди его законопроектов есть федеральные законы, направленные на создание более «эффективной системы управления наукой» («О реформе РАН»), развитие научного потенциала в области авиа- и ракетостроения («О НИЦ „Институт имени Жуковского“»). Также он курировал ход рассмотрения закона «О наукоградах».

## Общественная деятельность
Член Президиума общественной Организации «Опора России», председатель Комиссии по инновациям и нанотехнологиям.
Являлся членом центрального штаба Общероссийского народного фронта (ОНФ), председатель комиссии по сохранению культурного наследия.
Член наблюдательного совета «Особой экономической зоны „Дубна“».
Председатель Центрального совета Всероссийского общества изобретателей и рационализаторов (ВОИР).
В 2017 - 2022 годах вице-президент Всероссийского общества изобретателей и рационализаторов (ВОИР). В 2022 году выбран на должность Председателя Центрального совета ВОИР. Однако в ноябре - декабре 2023 года 27 региональных организаций ВОИР на своих конференциях (общих собраниях) единогласно потребовали его отставки с поста Председателя Центрального совета ВОИР в связи с многочисленными нарушениями устава Общества.
Член попечительского совета Дмитровской общеобразовательной школы-интерната для обучающихся с ограниченными возможностями здоровья.

## Санкции
23 февраля 2022 года внесён в санкционные списки стран Евросоюза за действия и политику, которые подрывают территориальную целостность, суверенитет и независимость Украины и еще больше дестабилизируют Украину.
24 февраля 2022 года включён в санкционный список Канады «близких соратников режима» за голосование о признании независимости «так называемых республик в Донецке и Луганске».
24 марта 2022 года, на фоне вторжения России на Украину, включён в санкционный список США за «соучастие в войне Путина» и «поддержку усилий Кремля по вторжению в Украину», Госдеп США заявил что депутаты Госдумы используют свои полномочия для преследования инакомыслящих и политических оппонентов, нарушают свободу информации, ограничивают права человека и основные свободы граждан России.
Позднее, по аналогичным основаниям, включён в санкционные списки Великобритании, Швейцарии, Австралии, Украины, Японии и Новой Зеландии.

## Награды
Владимир Кононов — лауреат премии Правительства Российской Федерации в области науки и техники (2008; за создание НПК «АЛЬФА»). Награждён орденом Почёта (2015), медалью «За спасение погибавших» (2008; «за смелость и решительность, проявленные при спасении ребенка на воде»). Также имеет почётные грамоты правительства РФ (2013) и президента РФ (2014).
Он отмечен рядом общественных наград: национальной премией Минкультуры РФ «Культурное наследие» (2006; в номинации «Владелец» за реставрацию усадьбы Знаменское-Раёк), премией «Персона года» медиахолдинга РБК (2006; «за реализацию уникальных социально-значимых проектов»), орденом «Святой Анны» III степени Российского императорского дома (2011), медалью преподобного Сергия Радонежского I степени Русской православной церкви (2004).

## Личная жизнь
Женат, две дочери: Мария и Екатерина.
Увлекается вертолётным спортом, автогонками, коллекционирует живопись.

## Доходы
Владимир Кононов декларировал доходы за 2020 год в размере 5 млн 848 тыс. рублей, доходы супруги составили 1 млн 762 тыс. рублей. Годом ранее доходы супругов составили 5 млн 678 тыс. рублей и 1,2 млн рублей соответственно. В пользовании супругов квартира площадью 67,4 м².